# NECマグナスコミュニケーションズ
 NECマグナスコミュニケーションズ株式会社（NEC Magnus Communications, Ltd.）は、NECグループの企業。

## 沿革
- 1985年（昭和60年）11月1日 - 日本電気テクノマーケティング株式会社設立[2]。
- 1998年（平成10年）8月 - 本社を東京都港区芝浦に移転。
- 2003年（平成15年）
  - 4月 - NECコミュニケーションネット株式会社から、すべての営業の承継を受け統合。本社を東京都港区三田に移転。
  - 7月 - NECケーブルメディア株式会社から全ての営業の承継を受け合併。社名をNECマグナスコミュニケーションズ株式会社に変更。
- 2013年（平成25年）10月 - 日本電気が株式を売却し、NECネッツエスアイ株式会社の完全子会社となる。
- 2014年（平成26年）7月 - 子会社であったNECネットイノベーション株式会社が、NECネッツエスアイ株式会社の直接子会社となる
- 2015年（平成27年）
  - 2月1日 - 企業向けを中心とするネットワークSI事業をNECネッツエスアイ株式会社へ会社分割により承継[3]。
  - 4月1日 - NECネッツエスアイの連結子会社再編によりネッツエスアイ東洋株式会社を吸収合併。
  - 7月21日 - 本社を東京都港区海岸に移転。
  - 10月1日 - ネットワークソリューション事業部とネットワークシステム事業部をネットワーク事業部として統合。
  - 10月1日 - 札幌営業事務所、広島営業事務所を閉鎖／廃止。[4]
- 2016年（平成28年）4月1日 - 子会社であるトーヨーアルファネット株式会社を吸収合併。[5]

## 業務・取扱商品
- ネットワーク商品
- M2M商品
- 無線LANアクセスポイント
- CATV
  - デジタル関連
    - デジタル放送システム
      - 地上デジタル多重化装置 DMS3420A
      - デジタル多重化装置 DMS3410A JC-HITS
      - BSデジタル多重化装置 DMS3000A
      - デジタル多重化システム DMS2000A
      - デジタル多重化システム DMS2200A
      - デジタル多重化システム DMS2400A
      - 64QAM変調器 NHE-Q811
      - OFDMシグナルプロセッサユニット NHE-P801
      - 不正使用防止システム

    - 端末機器 
      - 地域サービス対応セットトップボックス「楽ビジョン」CM4710T/CM4710TC
      - デジタルセットトップボックス「楽ビジョンLite」CM4600T/CM4610T
- ネットワークシステム・ソリューション 
  - 光伝送装置・加入者装置
  - 網同期装置
  - 同軸ケーブルモデム
  - 標準時刻信号発生装置
- マネーハンドリング・ソリューション
  - 貨幣関連機器
  - 自動券売機
  - 窓口発券機
  - 自動精算機
  - ICチャージ機
  - マルチ決済端末
  - 入退場管理システム
  - 自転車・バイク駐車場システム
- 自動車教習所様向けソリューション
  - 自動車教習所システム「e-ライセンス」

## 拠点
- 本社　〒212-0031 神奈川県川崎市幸区新小倉1-2
- 厚木プロダクトセンター　〒243-0032 神奈川県厚木市恩名二丁目2-20
- 仙台支店／仙台カスタマーセンター　〒980-0811 宮城県仙台市青葉区一番町二丁目7番12号　グリーンウッド仙台一番町ビル
- 名古屋支店／名古屋カスタマーセンター　〒456-0062 愛知県名古屋市熱田区大宝三丁目2番11号　愛三ビル大宝
- 大阪支社／大阪カスタマーセンター　〒534-0024 大阪府大阪市都島区東野田町一丁目7番4号　脇田・住友生命京橋第2ビル